# Vera Holme
Vera Louise Holme, también conocida como Jack Holme (Lancashire, 29 de agosto de 1881–Glasgow, 1 de enero de 1969), fue una actriz y sufragista británica. 
Fue violinista y cantante, miembro del coro de la D'Oyly Carte Opera Company y, más tarde, miembro de la Compañía Teatral Pioneer Players. Tras unirse a la Liga Sufragista de Actrices, se involucró en el sufragismo. Se convirtió en la chófer de Emmeline Pankhurst y fue la primera mujer conductora profesional en Londres.
Tras el estallido de la Primera Guerra Mundial, Holme se unió con Evelina Haverfield a la Women's Volunteer Reserve (WVR). En 1915 viajó a Serbia con el Scottish Women's Hospitals for Foreign Service (SWH) (Hospital de Mujeres Escocesas para el Servicio Exterior)  como conductora de ambulancia y jefa de sus servicios de transporte. Cuando las potencias centrales invadieron Serbia, ella y Haverfield rechazaron la evacuación para quedarse con sus pacientes. Fueron arrestadas y retenidas como prisioneras de guerra durante varios meses, tras ser liberadas regresaron a trabajar en unidades de SWH en Rumania y Rusia. Al final de la guerra, Rusia y Serbia la honraron con medallas y regresó a Serbia, donde ayudó a establecer y administrar un orfanato de 1919 a 1922.
En 1923, Holme regresó a Gran Bretaña y comenzó a actuar nuevamente, trasladándose a Escocia con dos compañeras veteranas del SWH. Junto a Margaret Greenlees y Margaret Ker vivieron en una casa en Lochearnhead, hasta que Ker se marchó en 1939. Holme se convirtió en oradora y conferenciante de los Women's Rural Institutes (Institutos Rurales de Mujeres) y también dirigió y produjo obras de teatro en la región. Permaneció junto a Greenlees hasta que esta murió en 1952.
Holme murió en Glasgow en 1969. Su archivo se encuentra en la Women´s Library de la Escuela de Economía de Londres. Al haber mantenido correspondencia durante muchos años con sus colegas del SWH, sus artículos brindan una amplia visión de la vida de las lesbianas en el período de entreguerras tanto en Gran Bretaña como en Serbia.

## Trayectoria

### Primeros años
Holme nació el 29 de agosto de 1881 en Birkdale, Lancashire. Sus padres fueron Mary Louisa (de soltera Crowe) y Richard Holme. Su padre era un comerciante de madera de clase media. La mayor parte de su juventud la pasó en Lancashire aunque asistió a una escuela de monjas en el extranjero. Estaba muy unida a su hermano Gordon, quien más tarde llamó a su hijo y a su hija Jack y Vera en su honor. Sus padres se separaron cuando ella era una adolescente y su madre se volvió a casar. Su padre le daba periódicamente una asignación, pero como no tenía ingresos regulares, trabajó como modelo de artista, cantante y actriz.

### Carrera teatral
Holme decidió actuar por su admiración por la actriz Ellen Terry y su hija Edith Craig. Las actrices de la época victoriana reforzaban el género para defender las normas morales. Sin embargo, a principios de siglo, los teatros y el público comenzaron a reconocer una separación entre los actores y sus roles, abriendo la posibilidad para que los actores y actrices  se hicieran pasar por otros géneros.  En 1903, Holme firmó un contrato interpretando personajes  masculinos. Su apodo "Jack" parece venir de uno de sus personajes teatrales de esta época. Estuvo de gira con compañías teatrales itinerantes durante varios años por lo que no tenía una residencia estable.
Se convirtió en miembro del coro de mujeres del repertorio de Gilbert and Sullivan de la D'Oyly Carte Opera Company en el Teatro Savoy de Londres, actuando las temporadas de 1906 a 1909. En 1907, se formó la Liga Sufragista de Actrices como una organización  para presionar por los derechos de las mujeres incluido el sufragio femenino. Holme se unió a la liga y comenzó a cantar con otras sufragistas fuera de la prisión de Holloway para apoyar a las mujeres que habían sido arrestadas y encarceladas por protestas por el sufragio. En 1909, participó en la manifestación de Hyde Park y apareció en el Desfile de Grandes Mujeres de Cicely Hamilton como Hannah Snell, una mujer que, haciéndose pasar por hombre, se había convertido en soldado.
Holme se unió a la Compañía Teatral Pioneer Players, creada por Craig en 1911, actuando en ella hasta 1915.  A partir de ese momento, Holme pasó a utilizar a Jack como su identificación, aunque no fue un cumplimiento estricto. La académica Twisha Singh afirmó que no se trataba de un "evento que cambiaría su vida", sino más bien de un medio para subvertir las convenciones culturales. Las fotografías indican que Holme comenzó a adoptar vestimenta y hábitos masculinos.  Tras la guerra, volvió al teatro  y entre 1917 y 1920, volvió a los Pioneer Players. Cuando se mudó a Lochearnhead en Escocia en 1923, continuó actuando como hombre, realizando giras con compañías teatrales. También dirigió y produjo obras de teatro y dramas. Un artículo del Perthshire Advertiser de 1938, titulado "Notable Lochearnhead Lady", reconoció tanto su trabajo teatral regional como su amistad con Craig.

### Sufragismo
Holme se involucró en la Unión Política y Social de Mujeres (WSPU).  La WSPU llevó a cabo acciones controvertidas, prefiriendo acciones radicales para crear un cambio social. En una de esas acciones se escondió en el gran órgano de un salón público en Bristol en mayo de 1909. Esperó allí durante la noche con Elsie Howie con el objetivo de gritar "Votos para las mujeres" en un discurso político de un diputado del Partido Liberal al día siguiente. La recordó en un poema, "An Organ Record",  publicado en la edición de ese mes de Votes for Women. A finales de año se convirtió en la chófer oficial de las líderes de la WSPU, Emmeline Pankhurst y Emmeline Pethick-Lawrence. Apareció en la revista especializada The Chauffeur en 1911, que elogió su habilidad mecánica y de conducción, lo que la llevó a la atención internacional. Los periódicos la apodaron la "única chófer con librea de Londres".

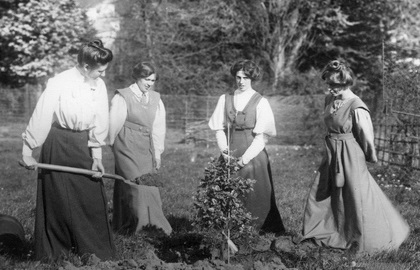
Una fotografía de 1909 en la que se ve a Holme plantando un árbol con Mary Blathwayt, Jessie Kenney y Annie Kenney.

Holme, una consumada amazona, solía montar a horcajadas cuando encabezaba los desfiles por el sufragio. En 1910, encabezó uno de esos desfiles en Londres con Flora Drummond y Evelina Haverfield. Haverfield, casada con un barón, se convirtió en su amante.  En 1910, Holme y Haverfield, junto con la científica Alice Embleton, conocida como Alick, y su compañera Celia Wray, crearon la Liga Foosack. La membresía estaba restringida a mujeres y sufragistas; la evidencia interna sugiere que la Liga Foosack era un círculo secreto de lesbianas. Holme escribió cartas a Embleton y Wray, particularmente durante la Primera Guerra Mundial.
Haverfield y Holme comenzaron a vivir juntas en Devon en 1911 y fueron pareja hasta la muerte de Haverfield en 1920. El 22 de noviembre de 1911, Holme fue arrestada por arrojar piedras y obstruir a la policía. Estuvo encarcelada durante cinco días en la prisión de Holloway, donde hizo bocetos de su celda y su confinamiento. Desde 1909, Linley y Mary Blathwayt habían invitado a las sufragistas que habían sido encarceladas a plantar árboles en el arboreto contiguo a Eagle House, su hogar en Batheaston por lo que Holme también plantó un árbol. Cuando Gran Bretaña entró en la guerra, muchas de las mujeres involucradas en el sufragismo cambiaron temporalmente su enfoque hacia el esfuerzo bélico. Creían que su apoyo y participación demostrarían su valor como ciudadanas.

### Primera Guerra Mundial
Al comienzo de la guerra en 1914, Holme se unió a la WVR. Cuando Haverfield se unió a la SWH como administradora, reclutó a  Holme para organizar los servicios de ambulancia y transporte. Así trabajó como conductora de ambulancia y supervisó los vehículos motorizados y tirados por caballos. Llegaron al Reino de Serbia en la primavera de 1915. Cuando las potencias centrales invadieron Serbia a finales de año, la mayor parte del personal de SWH fue evacuado, pero Holme y Haverfield se negaron a dejar a sus pacientes heridos.  Fueron evacuadas con sus pacientes a Kruševac y trabajaron bajo la autoridad alemana, tratando a los pacientes en un hospital improvisado, mientras protegían los almacenes de suministros de la Cruz Roja de los saqueadores.  Fueron capturadas en noviembre de 1915 y retenidas como prisioneras de guerra en Austria hasta febrero de 1916, cuando la Cruz Roja Americana negoció con éxito su liberación.
Al obtener su libertad, la pareja se dirigió a otra unidad de CSA en Dobruja, Rumania, donde conocieron a Alexandrina Onslow. A lo largo de 1916 y 1917, Holme condujo una ambulancia en Rumania y en Rusia. Al regresar a Inglaterra, Holme realizó una gira de conferencias para recaudar fondos para el SWH. En 1918, en reconocimiento a su trabajo con el SWH, recibió la Samaritan Cross del Rey de Serbia y una medalla por Servicio Meritorio de Rusia.

### Posguerra

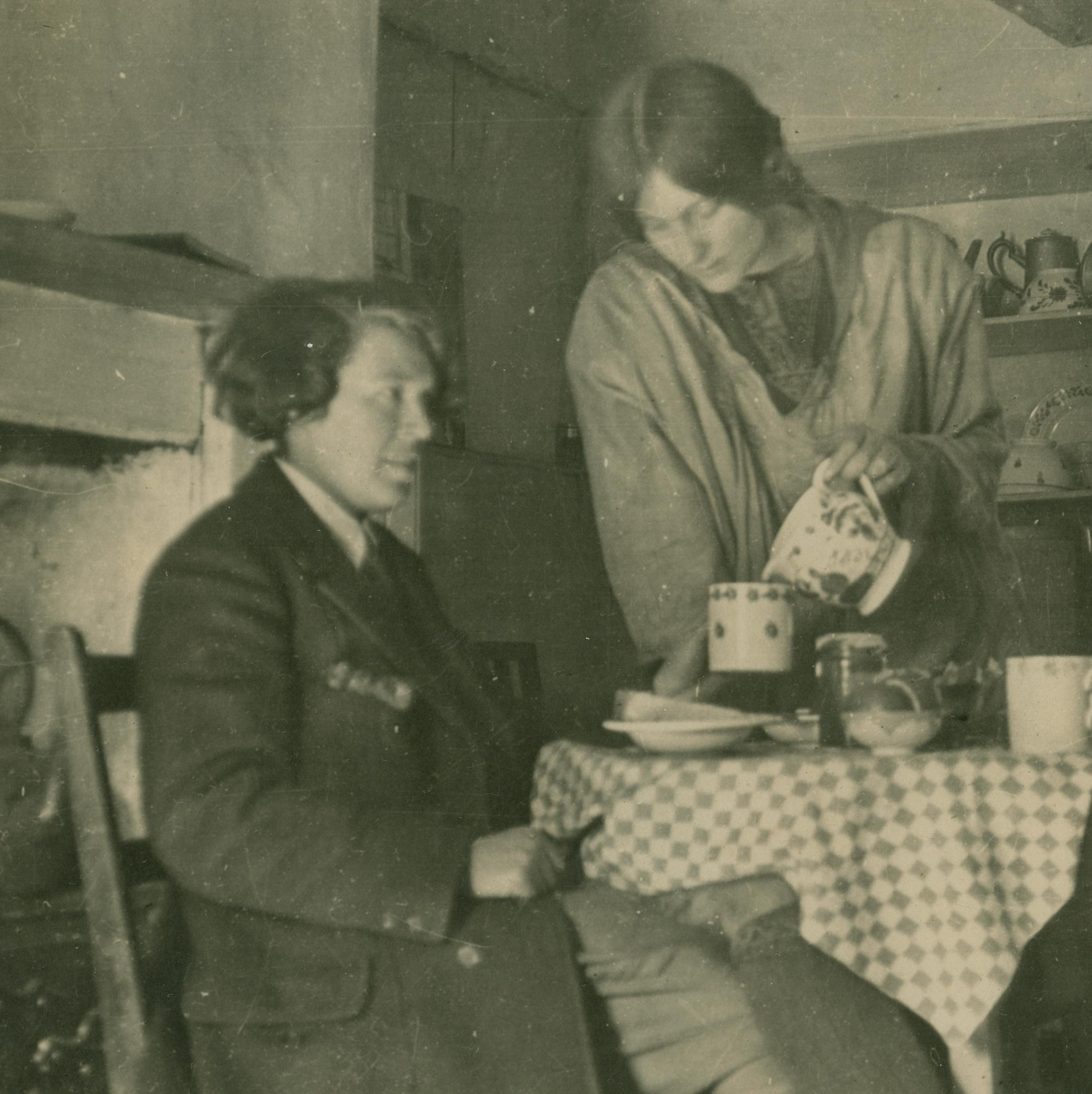
Vera "Jack" Holmes y Dorothy Johnstone

En 1918, Haverfield regresó a Serbia para establecer un orfanato en Bajina Basta, establecido a través del Fondo Haverfield para niños serbios. En ese momento, Holme vivía en Kirkcudbright y tenía una relación con la artista Dorothy Johnstone. Vivían en una colonia de artistas fundada en 1915 por Jessie M. King y su marido EA Taylor, junto con otros artistas, como Anne Finlay, Anna Hotchkis, Cecile Walton y otras mujeres artistas de Edimburgo y Glasgow.
Holme se reunió con Haverfield en Serbia en 1919 y, antes de crear el nuevo orfanato, reorganizaron un centro para huérfanos existente en Užice. Una vez completado esto, fundaron el orfanato en Bajina Basta. Allí se les unieron otras veteranas del SWH, Onslow, Margaret Greenlees y Margaret Ker.  Haverfield murió de neumonía en 1920, dejando a Holme una herencia de 50 libras esterlinas al año de renta. Holme, Onslow, Greenlees y Ker acogieron y criaron a sesenta huérfanos. A pesar de las condiciones deplorables y de la falta de alimentos, permanecieron en Bajina Basta hasta 1922. Holme mantuvo correspomdencia durante décadas con Onslow y Rojc. Es probable que visitara a la pareja en Zagreb cuando regresó a Serbia en los años 1930.

### Regreso a Escocia
En 1923, Holme regresó a Escocia con Greenlees y Ker mientras Onslow se mudó a Zagreb con su pareja, la pintora croata Nasta Rojc. Vivieron juntas en Tigh-na-Crich, Lochearnhead, hasta que Ker se fue en 1939. Holme fue una oradora frecuente y conferencista de los Women's Rural Institutes, que las tres apoyaron desde su creación alrededor de 1923. En la década de 1930, actuó en el Barn Theatre en Small Hythe, donde Craig ofrecía anualmente producciones conmemorativas para Ellen Terry. El Barn Theatre también festejó a Holme en su cumpleaños en 1935 y 1936. Ella y Craig mantuvieron su amistad durante toda su vida y pasaron temporadas con Craig y sus compañeras Christabel Marshall y Clare Atwood. En 1941, Holme transmitió una charla homenaje a Elsie Inglis en el BBC Home Service. Tras la partida de Ker, Holme y Greenlees vivieron juntas hasta que Greenlees murió en 1952.
Holme murió el 1 de enero de 1969 en Glasgow debido a arteriosclerosis e insuficiencia renal.

## Legado
Su archivo se encuentra en la Women´s Library de la Escuela de Economía de Londres, que contiene tanto sus artículos como una gran colección de fotografías.
Su correspondencia con Rojc y las mujeres del SWH, que tuvo lugar durante décadas, proporciona una prueba tangible de la historia lésbica tanto en Serbia como en Gran Bretaña y ha ofrecido a los académicos pistas sobre la terminología histórica y los códigos utilizados por las lesbianas en sus relaciones. Las académicas Catherine Baker y Olga Dimitrijević dijeron que el análisis de las cartas también tiene el potencial de cambiar lo que se sabe sobre las lesbianas británicas y sus círculos en el período de entreguerras.
Johnstone pintó la imagen de Holme en dos pinturas al óleo y una imagen con tiza en blanco y negro. Uno de los óleos Dama de negro con tulipanes (1919) se encuentra en una colección en Australia.